# Торське родовище вапняків
Торське родовище вапняків — природне скупчення корисної копалини. Розташоване за 1,5 км на північний схід від с. Торське Заліщицького району Тернопільської області, за 10 км на північ від м. Заліщики.
Детально розвідане 1987—1988 ДГП «Західукргеологія».
Вапняк середньою потужністю 18 м, придатний для виробництва вапна і вапнякового борошна. Затверджені запаси вапняків за промисловими категоріями — понад 700 тис. м³. Родовище не розробляють.